# Craig Brewer
Pour les articles homonymes, voir Brewer.
Craig Brewer, né le 6 décembre 1971 en Virginie, est un réalisateur et scénariste américain.

## Filmographie

### Comme réalisateur
- 2000 : The Poor and Hungry
- 2005 : Hustle et Flow (Hustle & Flow)
- 2007 : Black Snake Moan
- 2011 : Footloose
- 2019 : Dolemite Is My Name
- 2020 : Un prince à New York 2 (Coming 2 America)
- 2025 : Song Sung Blue (en)[1]

### Comme scénariste
Craig Brewer est scénariste des films qu'il a réalisé.
- 2003 : Chantage mortel : de Harvey Kahn
- 2016 : Tarzan de David Yates (coscénariste avec Stuart Beattie, John Collee et Adam Cozad)

### Comme producteur
- 2000 : The Poor & Hungry (en)
- 2012 : Katy Perry, le film : Part of Me

## Distinctions
- Festival du film de Sundance 2005 : Prix du public, Prix de la meilleure photographie et nomination au Grand Prix du Jury pour Hustle & Flow